# جسر غوميشان
جسر غوميشان (بالفارسية: پل گاومیشان) هو جسر تاريخي يعود إلى عصر ساسانيون، ويقع في مقاطعة بلدختر‌ ومقاطعة درة شهر.